# Ametris nitocris
Ametris nitocris är en fjärilsart som beskrevs av Pieter Cramer 1780. Ametris nitocris ingår i släktet Ametris och familjen mätare. Inga underarter finns listade i Catalogue of Life.

## Bildgalleri

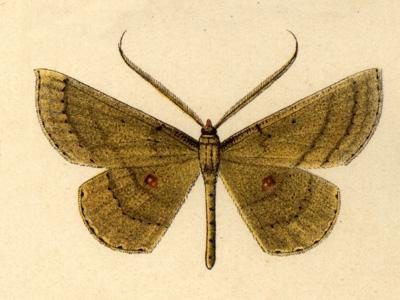
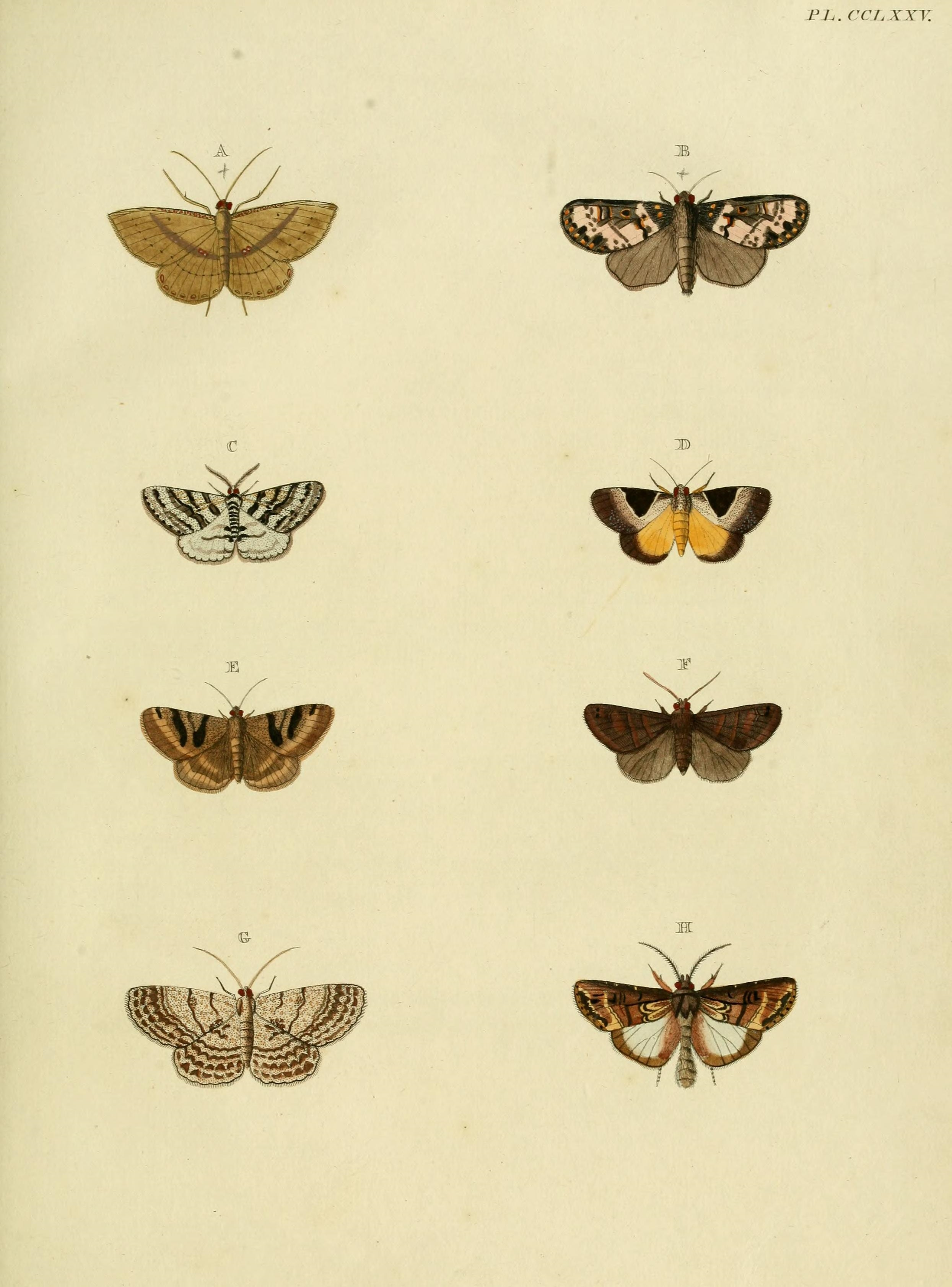